# Cieza (Kantabria)
Cieza – gmina w Hiszpanii, w prowincji Kantabria, w Kantabrii, o powierzchni 44,07 km². W 2011 roku gmina liczyła 603 mieszkańców.